# Colchicum leptanthum
Colchicum leptanthum är en tidlöseväxtart som beskrevs av Karin Persson. Colchicum leptanthum ingår i släktet tidlösor, och familjen tidlöseväxter. Inga underarter finns listade i Catalogue of Life.